# Parafia św. Mikołaja w Gąsawie
Parafia Świętego Mikołaja w Gąsawie – parafia rzymskokatolicka leżąca w granicach dekanatu żnińskiego. Należy do najstarszych parafii archidiecezji gnieźnieńskiej.

## Miejsca kultu
- Kościół św. Mikołaja w Gąsawie – perła architektury drewnianej[1][2]
- Kaplica pw. MB Bolesnej na cmentarzu parafialnym w Gąsawie

## Dokumenty
Księgi metrykalne: 
- ochrzczonych od 1945 roku
- małżeństw od 1945 roku
- zmarłych od 1945 roku